# Vương Tích Hầu
Vương Tích Hầu (tiếng Trung: 王錫侯; bính âm: Wáng Xīhóu; 1713–1777), tự Hàn Bá (韓伯), hiệu Tân Châu (濱洲), là một nho sĩ Trung Quốc thời Thanh, quê huyện Tân Xương (nay là huyện Nghi Phong, Giang Tây). Ông bị xử tử theo án văn tự của triều Thanh dưới thời Hoàng đế Càn Long.

## Tiểu sử

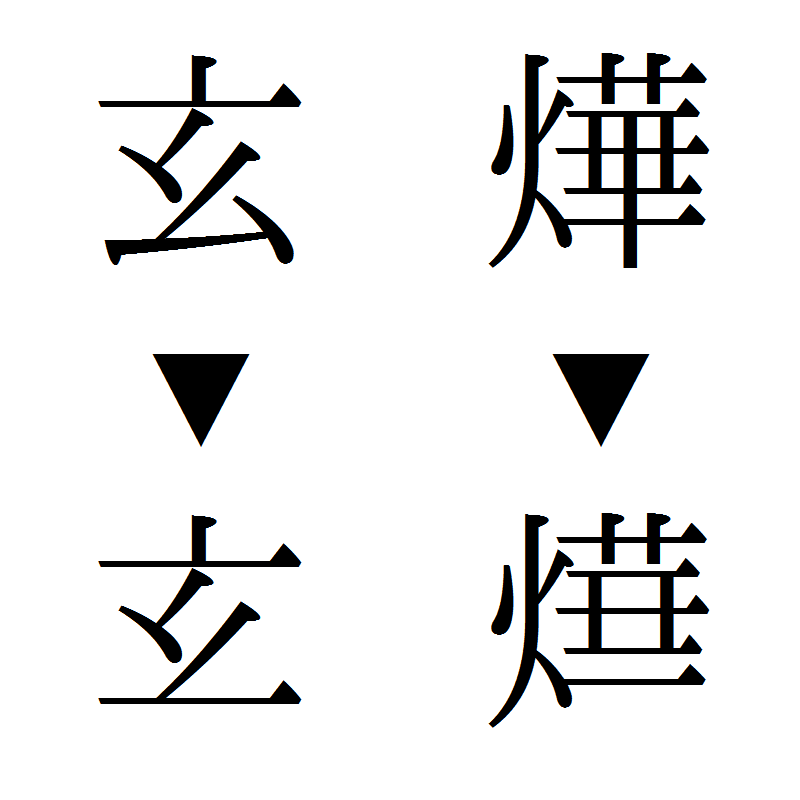
Cách tránh phạm húy: Bỏ nét cuối của Huyền (玄) và Diệp (燁), tên húy của Hoàng đế Khang Hi.

Vương Tích Hầu sinh năm 1713. Năm lên năm tuổi, ông bắt đầu học với anh trai là Vương Cảnh Vân (王景雲), và trở nên thành thạo trong việc chú giải các văn bản cổ của Trung Quốc vào năm tám tuổi. Ông tự nhốt mình trong phòng, học ngày học đêm, và được đưa đồ ăn nấu tại nhà qua một khe hở nhỏ.

### Bị xử chém
Vương trở thành sĩ đại phu ở tuổi 38. Ông đã viết một cuốn sách có tựa là Tử Quan (字貫), trong đó phê phán Khang Hi tự điển và in tên húy của Hoàng đế Khang Hi mà không bỏ một nét nào theo nguyên tắc húy kỵ Trung Quốc. Khi Hoàng đế Càn Long phát hiện ra điều này vào năm 1777, Vương Tích Hầu bị giam cầm tại Bắc Kinh và bị kết án tru di cửu tộc, hình phạt tử hình nghiêm khắc nhất ở Trung Quốc thời phong kiến. Tuy nhiên, như những vụ án văn tự khác, Hoàng đế đã giảm nhẹ bản án bằng cách ân xá cho tất cả họ hàng và các cháu trai của Vương Tích Hầu, chỉ đưa ra một bản án hành quyết tại thu thẩm (秋審) trong đó vụ án sẽ được xem xét lại và thường được miễn tử hình. Bản án của Vương Tích Hầu được giảm từ lăng trì xuống xử chém.